# 北海道岩見沢東高等学校
北海道岩見沢東高等学校（ほっかいどういわみざわひがしこうとうがっこう、Hokkaido Iwamizawa Higashi High School）は、北海道岩見沢市にある公立（道立）の高等学校である。略称は岩東（がんとう）。

## 沿革（全日制）
- 1922年3月9日 - 文部省告示第134号を以て「北海道庁立岩見沢中学校」設立認可。
- 1922年4月14日 - 岩見沢尋常高等小学校教室を仮校舎とし開校、入学式挙行。
- 1923年3月26日 - 初代校舎（木造2階1,450坪）新築、移転（9東2 現在のみなみ公園）。
- 1947年11月1日 - 「北海道庁立」を「北海道立」に改称。
- 1948年4月1日 - 学制改革により「北海道立岩見沢高等学校」となる。
- 1949年9月16日 - 校舎出火し全焼。当面、市内高校の校舎を間借りしての授業を実施。
- 1949年10月5日 - 北海道教育委員会が現地復興を決定。
- 1950年4月1日 - 岩見沢市立女子高校と統合共学実施、「北海道岩見沢東高等学校」となる。
岩高、市女、岩見沢高等女学校（現北海道岩見沢西高等学校）の3校が2校に再編。しかし市内の公立高校再編問題は解決せず、2,3年生の授業は当分不可能であった。各校生徒が校区により二分され、5月にようやく通常授業が可能となる。
- 1950年10月7日 - 復興祭（第1回学校祭）開催。
- 1951年9月23日 - 創立30周年・2代目新校舎落成記念式典で、現校歌『我がたましいの故郷』（風巻景次郎作詞・筒井秀武作曲）披露。
- 1957年10月13日 - 創立35周年・校舎増築落成記念式典（この日を開校記念日とする）。
- 1959年4月18日 - ウィーン合唱団鑑賞会。
- 1960年7月8日 - この年の学校祭から市内仮装行列始まる。
- 1961年12月10日 - 創立40周年記念・独立図書館落成記念式典。
- 1971年9月25日 - 第1回マラソン大会。
- 1972年1月22日 - この年からスキー授業開始。
- 1975年3月24日 - 生徒の制服制度廃止要求に対し学校側が条件付き自由化を提示、制服条件付き自由化が実施。
- 1976年12月10日 - 3代目新校舎落成、現在地へ移転し（10月29日）、校舎落成記念式典挙行。
- 1981年10月12日 - 北海道教育委員会より「体力づくり実践優良校」表彰。
- 1982年11月24日 - 合唱部「空知管内教育実践表彰」受賞。
- 1983年12月22日 - みなみ公園にて「旧校舎跡の碑」序幕。
- 1987年2月6日 - 北海道教育委員会より、創意ある教育活動の顕著な実績が評価され「北海道教育実践表彰」受賞。
- 1987年10月14日 - 1学年合唱コンクール始まる。
- 1989年3月22日 - 吹奏楽局「岩見沢市教育実践奨励賞」受賞。
- 1992年2月 - 合唱部「岩見沢市教育実践奨励賞」受賞。
- 1993年 - 校地内に同窓会記念館「大地」完成。初代校歌（土井晩翠作詞・藤井孝吉作曲）の冒頭「大地の胸に包まれて…」に由来。同窓会名も「大地」。
- 1995年4月 - 1992年からの制服完全自由化要求が職員会議で可決、制服完全自由化。
- 2002年 - 創立80周年記念式典・シンポジウム、旧校舎跡地記念碑除幕、芸術鑑賞（初代林家木久蔵〈現在の林家木久扇〉招聘）。
- 2010年 - 校舎の外壁の工事が行われ、白と緑のデザインとなる。
- 2011年7月14日 - 1960年から約50年間（'76、'77年移転当初廃止、78年復活）続いた仮装行列を廃止、行灯行列を初実施。
- 2012年9月1日 - 90周年記念講演および創立 全日制90周年 定時制70周年 記念式典挙行。
- 2022年6月7日 - 北海道教育委員会の公立高校配置計画案にて岩見沢東高校と岩見沢西高校を2025年度に統合することを発表[1]。
- 2022年10月15日 - 創立全日制100周年 定時制80周年 記念式典および記念講演[注釈 1]挙行。
- 2025年4月 - 岩見沢東高校と岩見沢西高校を統合した新設高校として岩見沢西高校校舎に[2]岩見沢東高校が開校[3]。

## 沿革（定時制）
- 1940年4月30日 - 辰学第670号指令により、岩見沢市立夜間中学校設立認可。
- 1940年5月16日 - 岩見沢中学校において開校。
- 1945年4月1日 - 中等学校令により、岩見沢市立中学校となる。
- 1948年4月1日 - 学制改革により、「岩見沢市立高等学校」となる。
- 1950年4月1日 - 「北海道岩見沢鳩ヶ丘高等学校」と改称。
- 1951年4月1日 - 北海道に移管され、岩見沢東高等学校定時制課程として併置、美流渡分校開設。
- 1953年4月1日 - 美流渡分校独立し、「北海道美流渡高等学校」となる。
- 1962年4月1日 - 北海道美流渡高等学校を合併。

## 学級数の変遷（統合共学後）
- 普通科5（1952年度）→普通科4商業科1（1953年度以降）→普通科5商業科1（1958年度以降）→普通科6（1966年度以降）→普通科5（2015年度以降）
- 組はA - Eのアルファベットで表される。
- 2022年6月7日付の公立高校配置計画案にて2025年度以降北海道岩見沢西高等学校と統合する案が公表された。

## 特徴
- 略称は岩東（がんとう）。以下は主に全日制について説明する。
- 岩見沢市の市街地から少し離れた東山町の高台に位置する。学校に行くにはいずれの方向からも坂を上らなければならない。校地西側の急坂は「岩東坂」と呼ばれ親しまれてきたが、近年宅地開発に伴い北側に迂回する「新岩東坂」が作られ、自動車・歩行者共に「旧岩東坂」を利用する者は少なくなってきていると思われがちであるが、実際は坂登りが面倒くさいがために自転車を下りて旧岩東坂を登る者の方が圧倒的に多い。下校時は、旧岩東坂は必ず自転車を降りて下らなければならないという校則があるため、新岩東坂を下る者が多い。また、新岩東坂の麓の交差点での横断歩道は、自転車を降りて渡らなければならないという校則もある。
- 2006年3月まで、北海道中央バス「東高校前」停留所は市内日の出南線の終点であったが、路線・ダイヤ改正により、新岩東坂を通り、かえで団地を終点とする「日の出南線・東高校経由」の一停留所となった（→北海道中央バス岩見沢営業所を参照）。2011年から国道経由・東高スクール便が廃止され、学校へのスクール便は北海道教育大学経由のものしかなくなった。
- 「文武両道」を謳い、学業だけでなく部活動にも力を入れ、多くの実績を残している（部活動の項参照）。
- 芸術鑑賞ではかつてウィーン少年合唱団や林家木久蔵など著名の芸術家を招いた。
- 1995年に入学式、修学旅行、卒業式等の行事における制服着用義務を廃止する制服完全自由化が実施されたが、制服自体は廃止されておらず、校則にも規定されている。しかしこの制服を入手するためには特注で生産しなければならず、着用している生徒はほとんどいない。代わりに通常時は私服、入学式や卒業式ではスーツ・袴などを着用している。
  - なお、1995年以前も通常時の私服登校は認められていたが、入学式、修学旅行、卒業式等の行事については制服（男子は市販の学生服、女子はブレザー）着用が義務付けられていた。
- 現在も、指定ジャージー、指定Tシャツ、指定上履きが存在しており、上履きは室内活動時常時、ジャージー、Tシャツは体育時等に着用が義務付けられており、上履きのメーカー名、ジャージーの色は、学年で分けられている。[注釈 2]Tシャツは、全学年統一。また、見学旅行時は、いずれも使用できない。
- 2009年度から本格実施となる北海道の医療過疎を解消するため将来の医師を育成を目標とした、「医進類型指定校」として北海道教育委員会から指定を受けた。

## 年間行事
- 4月 入学式、生徒会説明会、新入生歓迎会、部活動勧誘会、前期生徒大会
- 5月 地区壮行会
- 6月 全道壮行会
- 7月 学校祭準備期間、学校祭、全国壮行会
- 8月 秋季体育大会
- 9月 生徒会選挙
- 10月合唱コンクール（1年） 後期生徒大会、見学旅行（2年）
- 3月 卒業式、春季体育大会（1,2年生）

- 秋春の体育大会や新入生歓迎会・学校祭・1学年合唱コンクールなど道内の高校としては比較的行事が多い。
- 各大会に出場する部活動を応援するため、地区・全道・全国の3回、壮行会が行われる。そこでは「応援団」が一風変わった応援をすることが伝統となっている。
- マラソン大会は本校を出発して市内東部の丘陵地帯を1周する。男子10km、女子8km。マラソン大会は校舎の周辺の丘陵地帯を一周するコースとなっている。2015年度以降、定員減に伴う配置教員の削減によって安全確保が困難になったことからマラソン大会は廃止となった。
- 1年生による宿泊研修は、2020年度から廃止された。
- この中で入学式・宿泊研修・生徒会選挙・合唱コンクール・マラソン大会・見学旅行・卒業式以外は全て生徒会主催行事である。生徒会行事は生徒自身が企画・運営している。学校祭時期には生徒100人程度で「実行委員会」が組織され、生徒会執行部を筆頭に運営を行う。

### 新入生歓迎会
毎年4月、入学式の次の週に行われる。内容は全部活動が各々の発表を行うというもの。ダンス中心であった発表が近年、寸劇やスライドショー、ビデオ映像を用いたものなど多様化している。
続いて、生徒会説明会が行われることが多い。

### 体育大会
体育大会は9月、3月、秋春の2回行われる。秋季体育大会の内容はバスケットボール、サッカー、ソフトボール、バレーボールの4種目。春季体育大会では、ミニバレー、ドッジボール、卓球の3種目が実施される。

### 学校祭・概要
- 学校祭は2011年度までは7月第3週の木金土の3日間で行われていたが、2012年度からは7月第1週の木金土で行われるようになった。また、2021年度からは実行委員の減少などの理由により、7月第1週の金土の2日間になった。通称「岩東祭」と呼ばれている。
- 市内を行灯を担いで練り歩く「行灯行列」や、校舎内では教室を改造した「HR（ホームルーム）創造展」などが開かれる。各クラスが制作し、当日玄関を彩る「クラス旗」などもある。「HR対抗歌パフォーマンス合戦」では各クラスの代表が体育館で、歌唱力とパフォーマンス、会場の盛り上がりで競う。
- 「有志発表」や「部活動発表」も行われている。内容はバンド・ダンス・合唱・演劇など。
- 岩東祭の最初と最後には、オープニングセレモニーとエンディングセレモニーが実施される。
- 行灯行列のあと、グラウンドでは前夜祭が実施され、ファイヤーストーム、フォークダンス、花火の打ち上げなどが実施される。
- 「行灯行列」、「HR創造展」、「HR対抗歌パフォーマンス合戦」、「クラス旗」はクラスごとに審査が行われる（審査員は教員、ただしHR創造展は生徒審査も加わる）。また、学校祭準備期間の「会議の出欠」、「提出物の提出状況」、「使用禁止器具の使用」などを実行委員会が監視し、クラスごとに相対的に評価した「平常点・減点」を前述の審査結果に加味し、総合順位が決定される。点数比は行灯：創造展：歌：旗：平常点=3.5：3.5：1.3：1.2：0.5。
- 旧校舎時代から化学部が火文字を製作し、それの点火で学校祭開会前夜祭等を祝すというものがあった。

## 生徒会組織
- 生徒会執行部は生徒会長・副会長（2名）・文化委員長・文化書記・生活委員長・生活書記・体育委員長・体育書記・会計長・副会計長・執行部員（複数名）で構成される。
- 委員会は文化・生活・体育の3つ。活動は主に文化は「学校祭時の連絡役」・「生徒会機関誌の作成」、生活は「自転車乗り方・駐輪点検」・「校内環境維持」、体育は「体育授業時の教師の補佐役」・「体育大会の運営」である。各クラスにそれぞれの委員が2名ずつ置かれる。
- 会計は各クラスのHR会計と連携し、主に学校祭時のクラス費用の管理を行う。大会議長は生徒の直接的な議決機関である生徒大会の運営、評議長はそれに次ぐ議決機関の評議会を運営する。
- 生徒会長・副会長は毎年9月の生徒会選挙で選出され、その他の役職は、生徒会長の任命により、選出される。
- 執行部員の任期は1年。

## 部活動

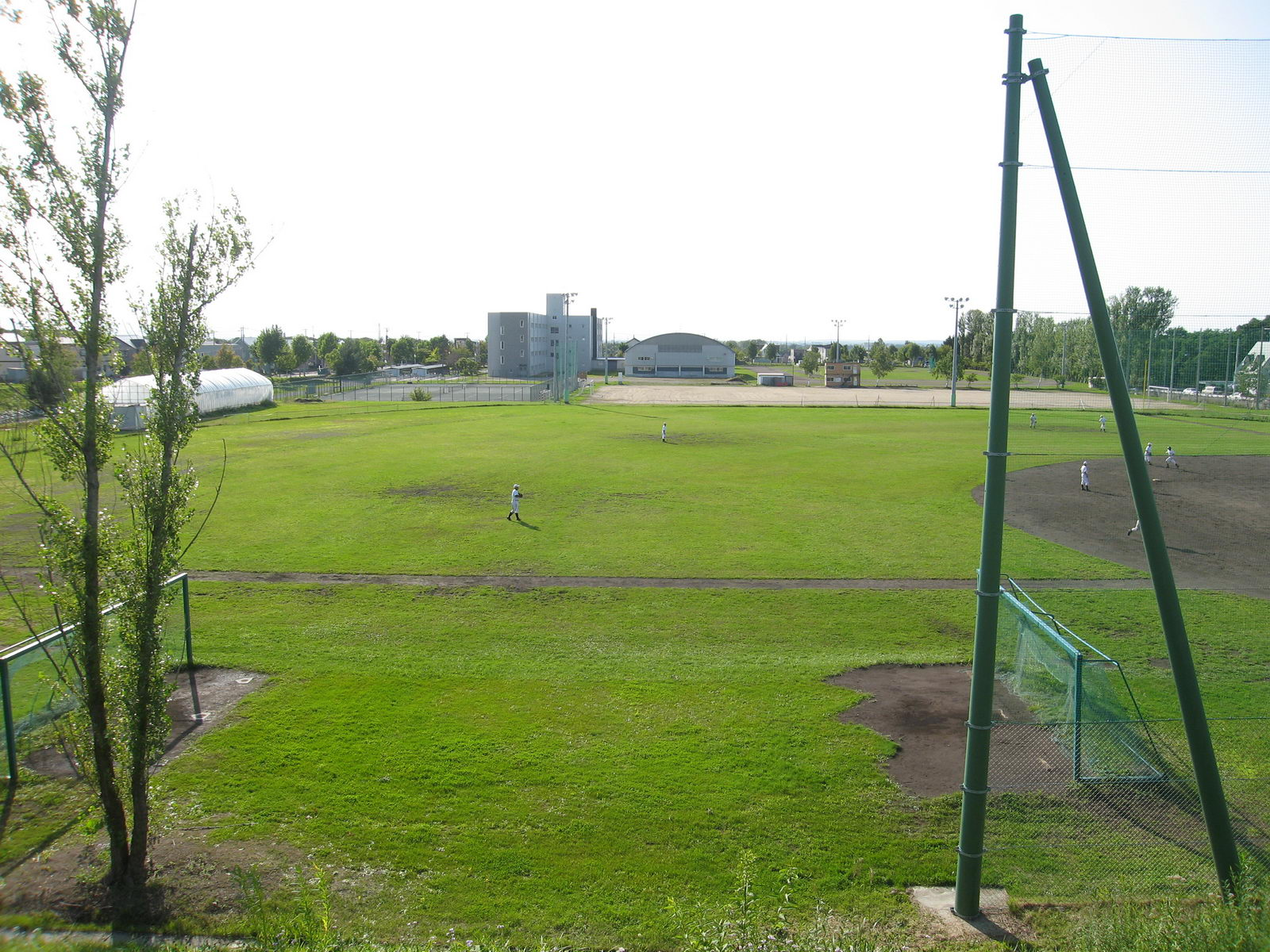
野球グラウンドから校舎を望む

かつては、将棋部、囲碁部、少林寺拳法部、パソコン部、演劇部等があった。
過去に合唱部が9度全国大会（うち2回銅賞）に出場したのをはじめ、女子バレー部全国3位、男子バレー部全国優勝。近年では放送局が全国大会に出場、水泳部で世界大会に出場した者もいる。野球部は北北海道大会で2回戦進出を果たしている。また、過去に男子バスケット部・サッカー部・バドミントン部・陸上部・テニス部・卓球部・少林寺拳法部・将棋部・演劇部・囲碁部も全国大会に出場するなど、体育系、文化系共に地区大会・全道大会で優秀な成績を収めている。また吹奏楽局は毎年5月に定期演奏会を開催している。7月の学校祭では部活動単位で発表を行うものも多い（バレー・合唱・演劇・写真・茶道・文芸・化学・吹奏楽・ダンスなど）。
- 体育系
陸上、サッカー、ソフトテニス、バスケ、野球、バレー、バドミントン、剣道、弓道、卓球、山岳、スキー、硬式テニス、水泳
- 文化系
合唱、美術、写真、茶道、文芸、ボランティア、理科研究
- 外局
吹奏楽、放送、図書、新聞
- 同好会
ダンス

（令和3年度現在）

## アクセス
JR岩見沢駅前の北海道中央バス岩見沢ターミナルから出ている路線バスが主なアクセス手段。夏は自転車通学をする生徒の方が多いが、前述の通り、坂を登る。
- 北海道中央バス - かえで団地循環線 - 「東高校前」下車 - 徒歩1分
  - 本数は日中1時間1～2本、登下校時間帯2〜3本。
  - 朝はこれに加えてスクール便が2便あり、ピーク時は通常の路線バスと合わせて15分間隔で走る。下校時はスクール便はないがバス会社により増車対応が適宜行われる。
- 北海道中央バス - 南町・春日循環線 - 「競技場前」下車 - 徒歩10分
  - 本数は1時間1本。系統によってほぼ最短ルートで向かうことが出来るが、こちらも前述の坂を歩いて登ることになる。
- JR岩見沢駅から徒歩35分、車で10分、自転車で20分

## 出身者
- 荒川卓（室蘭工業大学名誉教授）
- 上原征彦（明治大学大学院教授）
- 卜部敏男（元外交官）
- 江良潤 （俳優）
- 岡田晃（元外交官）
- 岡田春夫（元衆議院議員）
- 家郷隆文（龍谷大学名誉教授）
- 川俣正（現代美術家）
- 北二郎（元衆議院議員、元参議院議員）- 岩見沢中学校時
- 木村学（東京大学名誉教授、元日本地球惑星科学連合会長、元日本地質学会会長）
- 鹿内信隆（フジサンケイグループ創始者、元フジテレビ社長）- 岩見沢中学校時
- 鈴木豊（元キユーピー代表取締役社長）
- 手嶋龍一（作家、外交ジャーナリスト、元NHKワシントン支局長）
- 豊田実（元札幌医科大学医学部教授）
- 名和豊春（第19代北海道大学総長）
- 南山吉弘（NHKアナウンサー）
- 氷室冴子（作家）
- 福屋渉（北海道テレビ放送プロデューサー）
- 前田忠明（芸能記者）
- 松浦敬紀（多摩大学名誉教授、横浜市立大学副理事長）
- 松野哲（岩見沢市長）
- もんでんあきこ（漫画家）
- 柳俊之（野球選手）
- ヤリタミサコ（詩人）
- 吉岡宏高（札幌国際大学教授）
- 渡辺省一（元衆議院議員、元科学技術庁長官） - 岩見沢中学校時[4]
- 渡辺陽子（北海道放送アナウンサー）
- 渡辺孝一（衆議院議員、元総務大臣政務官、元防衛大臣政務官、元岩見沢市長）
- 渡邉芳樹（元厚生労働省年金局長、元社会保険庁長官、元在スウェーデン日本国大使館特命全権大使）